# Flickan ovanpå

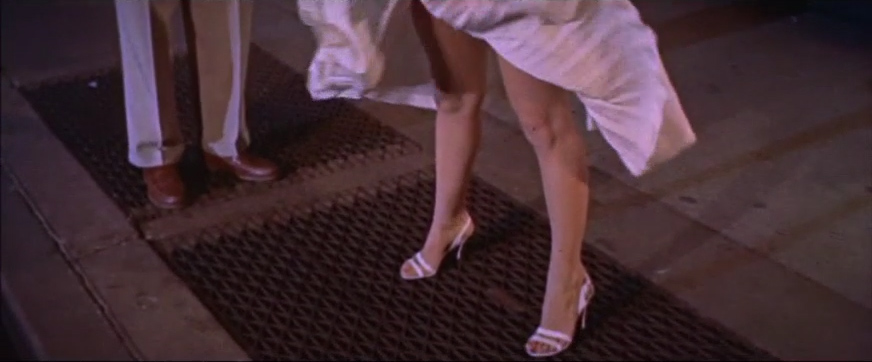
Del av den berömda filmscenen där Marilyn Monroes rollfigur passerar ett ventilationsgaller med uppåtgående luft från tunnelbanan.

Flickan ovanpå (engelska: The Seven Year Itch) är en amerikansk romantisk komedifilm från 1955 i regi av Billy Wilder. I huvudrollerna ses Marilyn Monroe, Tom Ewell, Evelyn Keyes och Sonny Tufts. Filmen är baserad på pjäsen The Seven Year Itch av George Axelrod. Tom Ewell repriserade i filmen sin roll från Broadwayuppsättningen. Filmen innehåller en av de mest kända bilderna från 1900-talet, då Monroe står ovanpå ett ventilationsgaller från tunnelbanan, vilket får hennes vita klänning att blåsa upp av passerande tunnelbanetåg. 

## Handling
Richard Sherman är en nördig, lyckligt gift, medelålders man i förlagsbranschen, med en överaktiv fantasi som hamnar mitt i en livskris. Han måste stanna kvar hemma i New York och jobba, medan hans fru Helen och son Ricky tillbringar sommaren i Maine. När han återvänder hem efter att ha vinkat av sin familj på järnvägsstationen, möter han i trapphuset en söt flicka som hyr lägenheten ovanpå hans under sommaren. Hon är fotomodell och i stan för att framträda i en reklam för ett tandkrämsmärke i TV. 
Samma kväll arbetar Richard med att läsa manuskriptet till en bok där psykiatrikern Dr. Brubaker hävdar att nästan alla män drivs till att begå äktenskapsbrott under äktenskapets sjunde år. Det råkar vara så att han själv varit gift precis så länge. Detta triggar igång Richards såväl fantasier som underliggande kris, men rätt som det är kraschar en stor tomatplanta ner på hans balkong och flickan ovanpå sticker fram huvudet och ber om ursäkt. 
Richard bjuder då in henne på en drink, tvärtemot vad han hade bestämt sig för att göra. Han ska inte gå i fällan att vara otrogen medan hans fru är bortrest, han är inte en sådan man. Lite senare när de tar sin drink ljuger han dock och säger att han inte är gift, men då hon ser hans vigselring erkänner han. Hon bryr sig inte, hon är inte intresserad av honom, bara av hans luftkonditionering denna heta sommar. Han fortsätter dock att fantisera om hur han ska förföra henne. 
Under de närmaste dagarna tillbringar de mer tid tillsammans och han får för sig att de blir alltmer intima, trots att hon är immun mot hans inbillade charm och dragningskraft på kvinnor. Hans alltmer avtagande beslutsamhet att motstå frestelsen spär på hans rädsla ytterligare, att han ska besegras av "The Seven Year Itch". Han söker hjälp hos Dr. Brubaker, men till ingen nytta, hans fantasier blir bara ännu vildare. Hans paranoia, skuld och svartsjuka bara växer och inkluderar nu även vad hans fru gör på sin semester, när han inte är där. Tillsammans med flickan ser Richard Monstret i svarta lagunen på bio och de tar sedan en promenad, där hon hittar ett nytt sätt att svalka sig, i brisen från ett ventilationsgaller i gatan, detta får inte direkt Richard att svalna.

## Rollista i urval
- Marilyn Monroe – Flickan
- Tom Ewell – Richard Sherman
- Evelyn Keyes – Helen Sherman
- Sonny Tufts – Tom MacKenzie
- Robert Strauss – Mr. Kruhulik
- Oskar Homolka – Dr. Brubaker
- Marguerite Chapman – Miss Morris
- Victor Moore – rörmokare
- Dolores Rosedale – Elaine
- Donald MacBride – Mr. Brady
- Roxanne – Elaine
- Carolyn Jones – syster Finch